# Hypomolis ockendeni
Hypomolis ockendeni är en fjärilsart som beskrevs av Rothschild 1910. Hypomolis ockendeni ingår i släktet Hypomolis och familjen björnspinnare. Inga underarter finns listade i Catalogue of Life.